# دلال ازدواج
دلال ازدواج (انگلیسی: The Matchmakers; کره‌ای: 혼례대첩) یک مجموعهٔ تلویزیونی کره جنوبی سال ۲۰۲۳ با بازی رو وون و چو یی هیون است. این مجموعه از ۳۰ اکتبر تا ۲۵ دسامبر ۲۰۲۳، روزهای دوشنبه و سه‌شنبه ساعت ۲۱:۴۵ (کی‌اس‌تی) از کی‌بی‌اس۲ برای ۱۶ قسمت پخش شد. دلال ازدواج همچنین برای استریم در ویو در مناطق منتخب قابل دسترسی است.

## بازیگران

### اصلی
- رو وون در نقش شیم جونگ وو[۴]
- چو یی هیون در نقش جونگ سون دوک[۴]